# Prullans
Prullans är en ort och kommun i Spanien.  Den ligger i provinsen Província de Lleida och regionen Katalonien, i den nordöstra delen av landet, 500 km öster om huvudstaden Madrid. Prullans ligger 1 216 meter över havet och antalet invånare är 240.
Terrängen runt Prullans är kuperad åt sydost, men åt nordväst är den bergig. Prullans ligger nere i en dal som går i öst-västlig riktning. Runt Prullans är det glesbefolkat, med 15 invånare per kvadratkilometer. Närmaste större samhälle är Puigcerdà, 16,7 km öster om Prullans. Omgivningarna runt Prullans är en mosaik av jordbruksmark och naturlig växtlighet.